# Сайян, Луи
Луи Сайян (фр. Louis Saillant; 27 ноября 1910, Валанс, департамент Дром — 28 октября 1974, Париж) — французский профсоюзный и общественный деятель. Генеральный секретарь Всемирной федерации профсоюзов, борец за мир, один из основателей Всемирного движения за мир.
Лауреат Международной Ленинской премии «За укрепление мира между народами» (1958).

## Биография
Сын рабочего, получил профессию мебельщика. В 1937 году был избран секретарём Национальной федерации деревообделочников, один организаторов массовых забастовок в 1936 г., в 1938 г. — членом Административной комиссии Всеобщей конфедерации труда (ВКТ) Франции.
Активный участник Движения Сопротивления Франции в годы Второй мировой войны. Командовал группой сопротивления Либерасьон-Норд (Libération-Nord). В 1940 году подписал Манифест двенадцати, котором призывал к решительному сопротивлению режиму Виши и его антисемитским законам.
В 1944 году — председатель Национального совета Сопротивления (фр. Conseil National de la resistance; CNR) — сменил Жоржа Бидо. Фактически руководил движением Сопротивления во Франции.
В 1944—1948 годах — один из секретарей Всеобщей конфедерации труда (ВКТ) Франции. Внутри ВКТ возглавлял «центристскую» группу, занимавшую промежуточную позицию между социал-демократическими союзниками генерального секретаря профобъединения Леона Жуо и коммунистами во главе с Бенуа Фрашаном; после раскола в декабре 1947 года он остался в Конфедерации, отказавшись присоединиться к возглавляемому Жуо отколу ВКТ-Рабочая сила (CGT-Force Ouvrière).
С момента создания с октября 1945 по октябрь 1969 года работал генеральным секретарём Всемирной федерации профсоюзов, с 1969 года — почётный председатель ВФП и секретарь Всеобщей конфедерации труда (ВКТ) Франции.
С 1950 года — участник движения Стокгольмского воззвания. Луи Сайян — видный участник Движения сторонников мира, член Бюро Всемирного Совета Мира (ВСМ, с 1950), член Президиума Всемирного Совета Мира (с 1966).
В 1968 году осудил ввод войск в Чехословакию. Вскоре после этого подал в отставку с поста лидера ВФП, ссылаясь на проблемы со здоровьем, и стал почётным председателем Всемирного Совета Мира.

## Избранные публикации
- L’organisation de la paix et l’unité syndicale internationale — Rapport présenté au Comité Confédéral National du 27, 28 et 29 mars 1945. CGT, 1945
- La FSM au service des travailleurs de tous les pays (1945—1960), éd. MSM, 1960
- Les chemins de l’unité syndicale — VI⋅10{{{1}}} congrès syndical mondial (Varsovie, 10/1965), éd. FSM, 1965

## Награды
- Международная Ленинская премия «За укрепление мира между народами» (1958).